# Galium palustre
Galium palustre (L.) es una planta herbácea anual de la familia de las rubiáceas. 

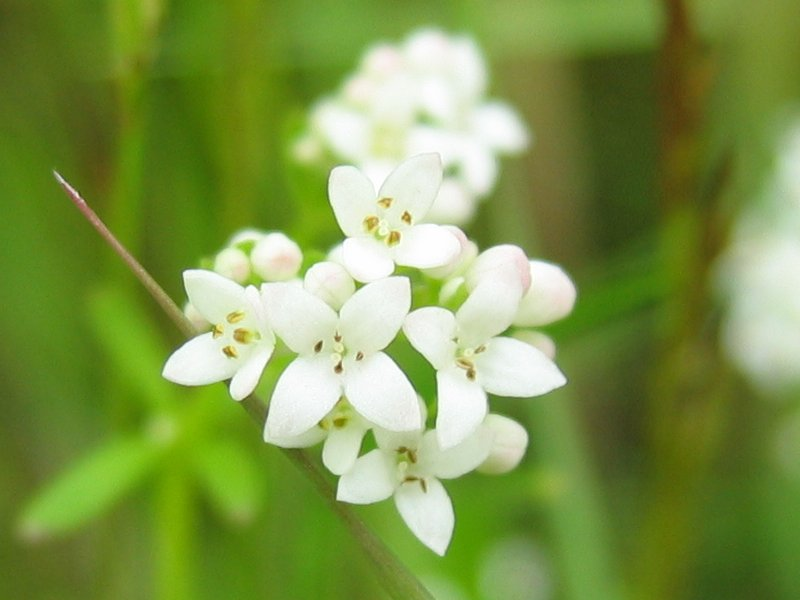
Detalle de la inflorescencia

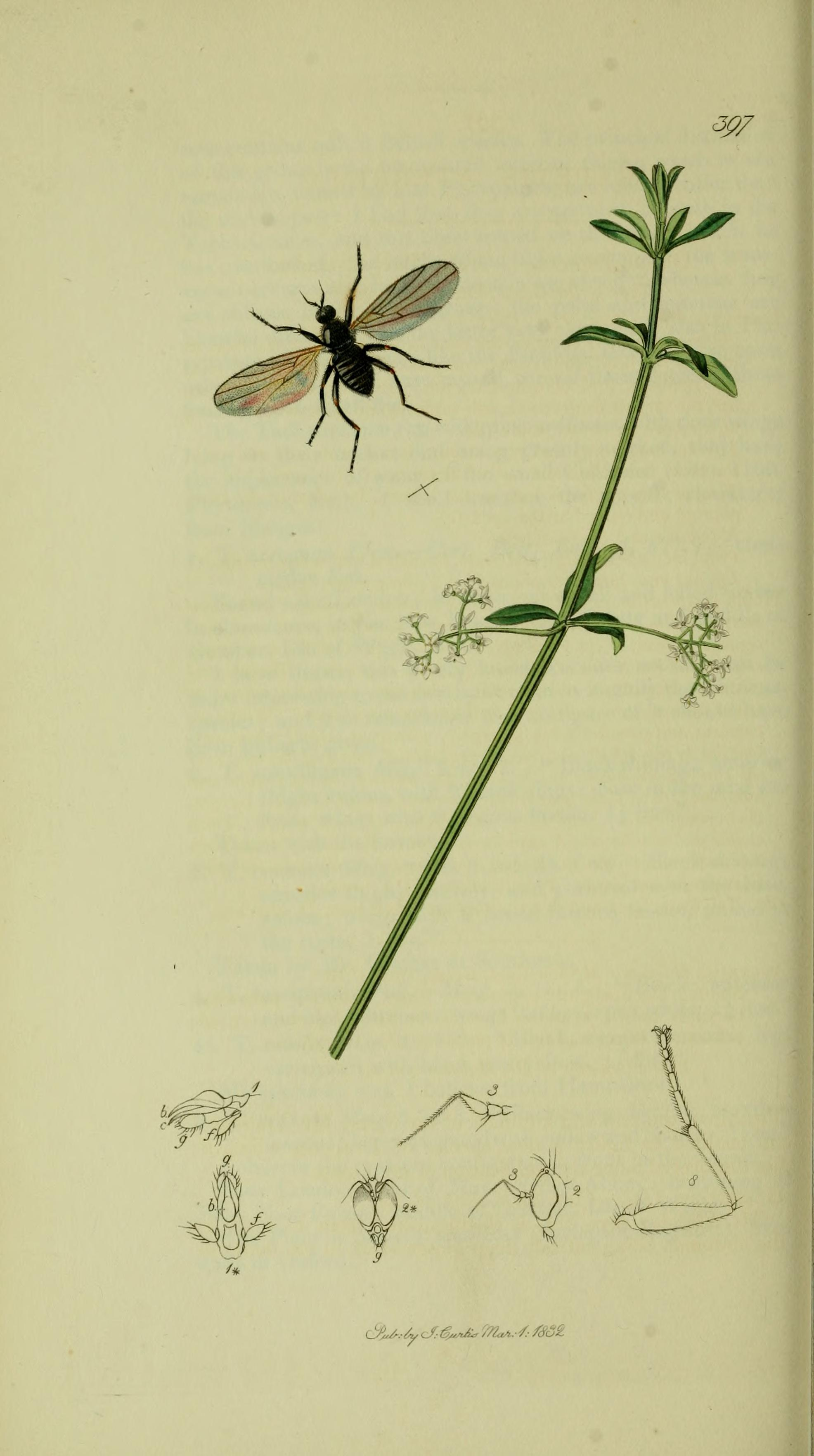
Ilustración

## Descripción
Es una especie de pantano que se diferencia entre los otros Galium por sus hojas bastante estrechas  y por una inflorescencia muy ramificada. Tiene las flores hermafroditas de color blanco y florece en junio-septiembre. El fruto es una cápsula.

## Distribución y hábitat
Es nativa de Norteamérica y Europa. Crece en zonas húmedas.

## Taxonomía
Galium palustre fue descrita por Carlos Linneo y publicado en Species Plantarum 1: 105, en el año 1753.
Etimología
Galium: nombre genérico que deriva de la palabra griega gala que significa  "leche",  en alusión al hecho de que algunas especies fueron utilizadas para cuajar la leche.
palustre: epíteto latíno que significa "de los pantanos".
Sinonimia
- Rubia palustris (L.) Baill. (1880).
- Galium palustre var. genuinum Cout. (1900), nom. inval.
- Galium diffusum Gilib. (1782)
- Galium incarnatum Gilib. (1782)
- Galium montanum With. (1796), nom. illeg.
- Galium witheringii Sm. (1800).
- Galium glomeratum Vill. ex Roem. & Schult. (1818).
- Galium palustre var. brachyphyllum Opiz in Bercht. & al. (1838)
- Galium palustre var. rupicola Desm. (1840)
- Galium fontinale K.Koch (1851)
- Galium rupicola (Desm.) Boreau (1857)
- Galium palustre var. umbrosum Asch. (1860)
- Galium palustre var. majus Schur (1866)
- Galium palustre var. witheringii (Sm.) Nyman (1879)
- Galium palustre var. maximum Heinr.Braun in A.Kern. (1893)
- Galium palustre var. morisianum Rouy in G.Rouy & J.Foucaud (1903)
- Galium palustre subsp. tetraploideum A.R.Clapham in J.do Amaral Franco (1984)
- Galium palustre var. balticum Apelgren (1991).[5][6]

## Nombre común
- Español: Galio palustre